# 聂春荣
聂春荣（1911年—1991年），男，直隶深县人，中国情报管理专家，曾任中国科学技术协会书记处书记，国家科委情报局局长。

## 生平
1950年，作为中华人民共和国新成立机械工业组的负责人，与沈鸿一同随周恩来前往苏联进行援华项目谈判。项目包括东北第一重机械厂、沈阳机床厂、洛阳拖拉机厂等单位。
1980年3月15日，中国科学技术协会第二次全国代表大会在北京召开，会议选出第二届全国委员会，其被选为书记处书记（至1982年7月）。

## 家庭
儿子聂卫平。